# Haplidia ciliciensis
Haplidia ciliciensis är en skalbaggsart som beskrevs av Baraud 1988. Haplidia ciliciensis ingår i släktet Haplidia och familjen Melolonthidae. Inga underarter finns listade i Catalogue of Life.